# Saison 1975-1976 de la LHJMQ
Saison précédente Saison suivante
La saison 1975-1976 est la septième saison de hockey sur glace de la Ligue de hockey junior majeur du Québec. Les Remparts de Québec remportent la Coupe du président en battant en finale les Castors de Sherbrooke. 

## Contexte
La ligue inaugure le trophée Émile-Bouchard remis au meilleur défenseur de l'année. Le Bleu Blanc Rouge de Montréal change de nom pour devenir les Juniors de Montréal.

## Saison régulière

### Classement
| Clt | Équipe                     | PJ | V  | D  | N  | BP  | BC  | Pts |
| --- | -------------------------- | -- | -- | -- | -- | --- | --- | --- |
| 1   | Remparts de Québec         | 72 | 39 | 25 | 8  | 326 | 288 | 86  |
| 2   | Draveurs de Trois-Rivières | 72 | 36 | 31 | 5  | 390 | 346 | 77  |
| 3   | Saguenéens de Chicoutimi   | 72 | 29 | 31 | 12 | 353 | 372 | 70  |
| 4   | Éperviers de Sorel         | 72 | 27 | 34 | 11 | 302 | 377 | 65  |
| 5   | Dynamos de Shawinigan      | 72 | 9  | 59 | 4  | 254 | 554 | 22  |

| Clt | Équipe                | PJ | V  | D  | N | BP  | BC  | Pts |
| --- | --------------------- | -- | -- | -- | - | --- | --- | --- |
| 1   | Castors de Sherbrooke | 72 | 51 | 12 | 9 | 514 | 276 | 111 |
| 2   | Royals de Cornwall    | 72 | 39 | 24 | 9 | 349 | 270 | 87  |
| 3   | Juniors de Montréal   | 72 | 36 | 29 | 7 | 328 | 289 | 79  |
| 4   | Festival de Hull      | 72 | 30 | 35 | 7 | 312 | 318 | 67  |
| 5   | National de Laval     | 72 | 25 | 41 | 6 | 310 | 358 | 56  |

- En gras et en italique : champion de la saison régulière
- En gras : champion de division
- En italique : qualifié pour les séries

### Meilleurs pointeurs
| Joueur          | Équipe         | PJ | B  | A  | Pts | Pun |
| --------------- | -------------- | -- | -- | -- | --- | --- |
| Richard Dalpe   | Trois-Rivières | 73 | 67 | 93 | 160 | 30  |
| Sylvain Locas   | Chicoutimi     | 72 | 80 | 80 | 160 | 95  |
| Peter Marsh     | Sherbrooke     | 70 | 75 | 81 | 156 | 103 |
| Michael Bossy   | Laval          | 64 | 79 | 57 | 136 | 25  |
| Glen Sharpley   | Hull           | 69 | 60 | 74 | 134 | 99  |
| Fern LeBlanc    | Sherbrooke     | 71 | 63 | 71 | 134 | 31  |
| Robert Simpson  | Sherbrooke     | 68 | 56 | 77 | 133 | 126 |
| Normand Dupont  | Montréal       | 70 | 69 | 63 | 132 | 8   |
| Pierre Brassard | Cornwall       | 72 | 68 | 62 | 130 | 93  |
| Richard David   | Sherbrooke     | 73 | 53 | 68 | 121 | 79  |

## Séries éliminatoires
Huit équipes jouent les séries éliminatoires à l'issue desquelles la vainqueur remporte la Coupe du président.
|  | Quarts de finale | Quarts de finale           | Quarts de finale           | Quarts de finale           |                       |                       | Demi-finales | Demi-finales | Demi-finales | Demi-finales |  |  | Finale | Finale | Finale | Finale |
|  |                  |                            |                            |                            |                       |                       |              |              |              |              |  |  |        |        |        |        |
|  |                  |                            |                            |                            |                       |                       |              |              |              |              |  |  |        |        |        |        |
|  |                  |                            |                            |                            |                       |                       |              |              |              |              |  |  |        |        |        |        |
|  | E1               | Remparts de Québec         | 4                          | 4                          |                       |                       |              |              |              |              |  |  |        |        |        |        |
|  | E1               | Remparts de Québec         | 4                          | 4                          |                       |                       |              |              |              |              |  |  |        |        |        |        |
|  | E4               | Éperviers de Sorel         | 1                          | 1                          |                       |                       |              |              |              |              |  |  |        |        |        |        |
|  | E4               | Éperviers de Sorel         | 1                          | 1                          | Remparts de Québec    | Remparts de Québec    | 4            | 4            |              |              |  |  |        |        |        |        |
|  |                  |                            |                            |                            | Remparts de Québec    | Remparts de Québec    | 4            | 4            |              |              |  |  |        |        |        |        |
|  |                  |                            | Draveurs de Trois-Rivières | Draveurs de Trois-Rivières | 1                     | 1                     |              |              |              |              |  |  |        |        |        |        |
|  | E2               | Draveurs de Trois-Rivières | Draveurs de Trois-Rivières | Draveurs de Trois-Rivières | 1                     | 1                     | 4            | 4            |              |              |  |  |        |        |        |        |
|  | E2               | Draveurs de Trois-Rivières |                            |                            |                       |                       |              | 4            |              |              |  |  |        |        |        |        |
|  | E3               | Saguenéens de Chicoutimi   | 1                          | 1                          |                       |                       |              |              |              |              |  |  |        |        |        |        |
|  | E3               | Saguenéens de Chicoutimi   | 1                          | 1                          | Remparts de Québec    | Remparts de Québec    | 4            | 4            |              |              |  |  |        |        |        |        |
|  |                  |                            |                            |                            | Remparts de Québec    | Remparts de Québec    | 4            | 4            |              |              |  |  |        |        |        |        |
|  |                  |                            | Castors de Sherbrooke      | Castors de Sherbrooke      | 2                     | 2                     |              |              |              |              |  |  |        |        |        |        |
|  | O1               | Castors de Sherbrooke      | Castors de Sherbrooke      | Castors de Sherbrooke      | 2                     | 2                     | 4            | 4            |              |              |  |  |        |        |        |        |
|  | O1               | Castors de Sherbrooke      |                            |                            |                       |                       |              |              |              |              |  |  |        |        |        |        |
|  | O4               | Festivals de Hull          | 2                          | 2                          |                       |                       |              |              |              |              |  |  |        |        |        |        |
|  | O4               | Festivals de Hull          | 2                          | 2                          | Castors de Sherbrooke | Castors de Sherbrooke | 4            | 4            |              |              |  |  |        |        |        |        |
|  |                  |                            |                            |                            | Castors de Sherbrooke | Castors de Sherbrooke | 4            | 4            |              |              |  |  |        |        |        |        |
|  |                  |                            | Royals de Cornwall         | Royals de Cornwall         | 0                     | 0                     |              |              |              |              |  |  |        |        |        |        |
|  | O2               | Royals de Cornwall         | Royals de Cornwall         | Royals de Cornwall         | 0                     | 0                     | 4            | 4            |              |              |  |  |        |        |        |        |
|  | O2               | Royals de Cornwall         |                            |                            |                       |                       |              | 4            |              |              |  |  |        |        |        |        |
|  | O3               | Juniors de Montréal        | 2                          | 2                          |                       |                       |              |              |              |              |  |  |        |        |        |        |
|  | O3               | Juniors de Montréal        | 2                          | 2                          |                       |                       |              |              |              |              |  |  |        |        |        |        |
|  |                  |                            |                            |                            |                       |                       |              |              |              |              |  |  |        |        |        |        |

## Équipes d'étoiles
Pour la première et dernière fois de l'histoire de la ligue, 2 équipes d'étoiles sont sélectionnées pour chaque division.

### Première équipe de l'Est
- Gardien de but : Maurice Barrette, Remparts de Québec
- Défenseur gauche : Jean Gagnon, Remparts de Québec
- Défenseur droit : Daniel Poulin, Saguenéens de Chicoutimi
- Ailier gauche : Richard David, Draveurs de Trois-Rivières
- Centre : Sylvain Locas, Saguenéens de Chicoutimi
- Ailier droit : Lucien Deblois, Éperviers de Sorel
- Entraîneur : Ronald Racette, Remparts de Québec

### Première équipe de l'Ouest
- Gardien de but : Richard Sévigny, Castors de Sherbrooke
- Défenseur gauche : Robert Picard, Juniors de Montréal
- Défenseur droit : Rick Garcia, Festivals de Hull
- Ailier gauche : Normand Dupont, Juniors de Montréal
- Centre : Glen Sharpley, Festivals de Hull
- Ailier droit : Michael Bossy, Bleu Blanc Rouge de Montréal et Peter Marsh, Castors de Sherbrooke
- Entraîneur : Orval Tessier, Royals de Cornwall

### Deuxième équipe de l'Est
- Gardien de but : Daniel Coutu, Draveurs de Trois-Rivières et Claude Legris, Éperviers de Sorel
- Défenseur gauche : Donald Lemieux, Draveurs de Trois-Rivières
- Défenseur droit : Gary Platt, Éperviers de Sorel
- Ailier gauche : Marc Desforges, Saguenéens de Chicoutimi
- Centre : Richard Dalpé, Draveurs de Trois-Rivières
- Ailier droit : André Boudreau, Saguenéens de Chicoutimi et Eddy Godin, Remparts de Québec
- Entraîneur : Michel Bergeron, Draveurs de Trois-Rivières

### Deuxième équipe de l'Ouest
- Gardien de but : Timothy Bernhardt, Royals de Cornwall
- Défenseur gauche : Brent Tremblay, Festival de Hull
- Défenseur droit : Floyd Lahache, Castors de Sherbrooke
- Ailier gauche : Pierre Brassard, Royals de Cornwall
- Centre : Jamie Conroy, Royals de Cornwall et Garth Macguigan, Juniors de Montréal
- Ailier droit : Daniel Geoffrion, Royals de Cornwall
- Entraîneur : Jacques  Laperrière, Juniors de Montréal

## Trophées
Deux récompenses collectives et six individuelles sont décernées.

### Récompenses collectives
- Coupe du président (champions des séries éliminatoires) : Remparts de Québec
- Trophée Jean-Rougeau (champions de la saison régulière) : Castors de Sherbrooke

### Récompenses individuelles
- Trophée Jean-Béliveau (meilleur pointeur) : Sylvain Locas, Saguenéens de Chicoutimi et Richard Dalpé, Draveurs de Trois-Rivières
- Trophée Jacques-Plante (meilleure moyenne de buts encaissés) : Tim Bernhardt, Royals de Cornwall
- Trophée Michel-Bergeron (meilleur recrue) : Jean-Marc Bonamie, Dynamos de Shawinigan
- Trophée Frank-J.-Selke (joueur le plus gentilhomme) : Normand Dupont, Juniors de Montréal
- Trophée Michel-Brière (meilleur joueur) : Peter Marsh, Castors de Sherbrooke
- Trophée Émile-Bouchard (meilleur défenseur) : Jean Gagnon, Remparts de Québec